# 厚生労働審議官
厚生労働審議官（こうせいろうどうしんぎかん）は、国家公務員の役職の一つである。
厚生労働省において事務次官に次ぐ 官僚ナンバー2のポストであり、いわゆる次官級審議官職の一つとして厚生労働省設置法に定められている「特別な職」である。現在の定数は1人。現任は山田雅彦（2025年7月 -）。

## 職務
厚生労働審議官は、命を受けて、厚生労働省の所掌事務に係る重要な政策に関する事務を総括整理する（厚生労働省設置法第5条第2項）。

## 歴代厚生労働審議官
| 代 | 氏名     | 出身   | 前職                | 在任期間                                             | 退任後の役職 |
| -- | -------- | ------ | ------------------- | ---------------------------------------------------- | --- |
| 1  | 渡邊信   | 労働省 | 労働省 職業安定局長 | 2001年（平成13年）- 2002年（平成14年）               | 中央労働金庫理事長 財形信用保証株式会社代表取締役会長 全日本実業団少林寺拳法連盟会長 一般社団法人健康・長寿国際交流協会会長 認定特定非営利活動法人全国就労支援事業者機構理事 |
| 2  | 大塚義治 | 厚生省 | 保険局長            | 2002年（平成14年） - 2003年（平成15年）              | 厚生労働事務次官 日本赤十字社副社長 |
| 3  | 戸苅利和 | 労働省 | 職業安定局長        | 2003年（平成15年） - 2004年（平成16年）              | 厚生労働事務次官 独立行政法人高齢・障害者雇用支援機構理事長 |
| 4  | 辻哲夫   | 厚生省 | 保険局長            | 2004年（平成16年） - 2006年（平成18年）              | 厚生労働事務次官 東京大学高齢社会総合研究機構教授・執行委員 |
| 5  | 上村隆史 | 労働省 | 職業能力開発局長    | 2006年（平成18年）- 2009年（平成21年）               | 公益財団法人労働問題リサーチセンター理事長 |
| 6  | 太田俊明 | 労働省 | 職業安定局長        | 2009年（平成21年）- 2012年（平成24年）               | 東京海上日動火災保険株式会社顧問 公益財団法人産業雇用安定センター理事長 |
| 7  | 大谷泰夫 | 厚生省 | 医政局長            | 2012年（平成24年）9月10日- 2013年（平成25年）        | 内閣官房参与 国立研究開発法人日本医療研究開発機構理事 公立大学法人神奈川県立保健福祉大学理事長 社会福祉法人日本保育協会理事長 一般社団法人日本健康生活推進協会理事長         |
| 8  | 栄畑潤   | 厚生省 | 医薬食品局長        | 2013年（平成25年）- 2014年（平成26年）7月11日        | 損害保険ジャパン日本興亜株式会社顧問 全国土木建築国民健康保険組合理事長 一般社団法人シルバーサービス振興会理事長                                                             |
| 9  | 原勝則   | 厚生省 | 老健局長            | 2014年（平成26年）7月11日- 2015年（平成27年）10月1日 | 公益社団法人国民健康保険中央会理事長 |
| 10 | 岡崎淳一 | 労働省 | 労働基準局長        | 2015年（平成27年）10月1日- 2017年（平成29年）7月11日 | 厚生労働省働き方改革担当参与 東京海上日動火災保険株式会社顧問 公益財団法人産業雇用安定センター理事長                                                                         |
| 11 | 宮野甚一 | 労働省 | 職業能力開発局長    | 2017年（平成29年）7月11日- 2018年（平成30年）7月31日 | 中央職業能力開発協会理事長 |
| 12 | 宮川晃   | 労働省 | 雇用環境・均等局長  | 2018年（平成30年）7月31日- 2019年 (令和元年) 7月9日  | 訓告 |
| 13 | 土屋喜久 | 労働省 | 職業安定局長        | 2019年 (令和元年) 7月9日 - 2021年 (令和3年) 9月14日  | 学校法人ものつくり大学理事長。 |
| 14 | 坂口卓   | 労働省 | 雇用環境·均等局長   | 2021年 (令和3年) 9月14日 - 2022年 (令和4年) 6月28日  | |
| 15 | 小林洋司 | 労働省 | 人材開発統括官      | 2022年 (令和4年) 6月28日 - 2023年 (令和5年) 7月4日   | |
| 16 | 田中誠二 | 労働省 | 職業安定局長        | 2023年 (令和5年) 7月4日 - 2025年7月8日               | |
| 17 | 山田雅彦 | 労働省 | 職業安定局長        | 2025年 (令和7年) 7月8日 -                            | |